# 老大哥19 (美國)
老大哥19 是美国電視真人秀系列老大哥的第19季。
它是根据荷兰的一個同名系列改編的。 本季于2017年6月28日在美国的哥伦比亚广播公司和加拿大的环球电视首播第一集。首播長度爲两小时，由Julie Chen回歸節目主持。